# Wissenschaftsjahr 1507
Liste der Wissenschaftsjahre

◄ | 1503 | 1504 | 1505 | 1506 | Wissenschaftsjahr 1507 | 1508 | 1509 | 1510 | 1511 | ► | ►►

Weitere Ereignisse
Dieser Artikel behandelt das Wissenschaftsjahr 1507.

## Ereignisse

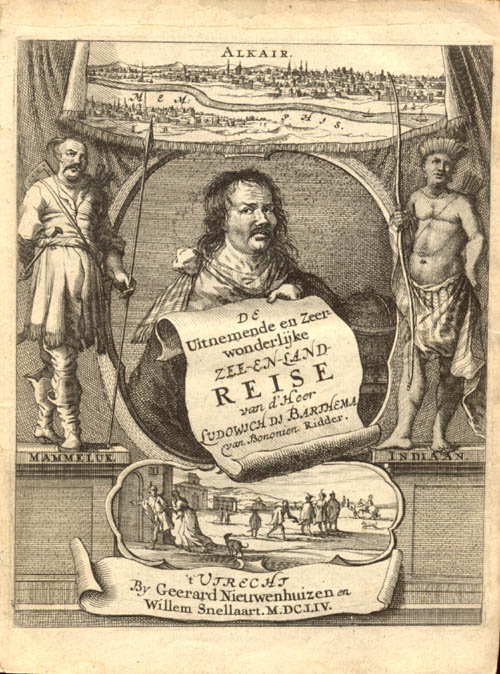
Titelseite der ersten niederländischen Ausgabe des Reiseberichts von Ludovico di Varthema, 1654

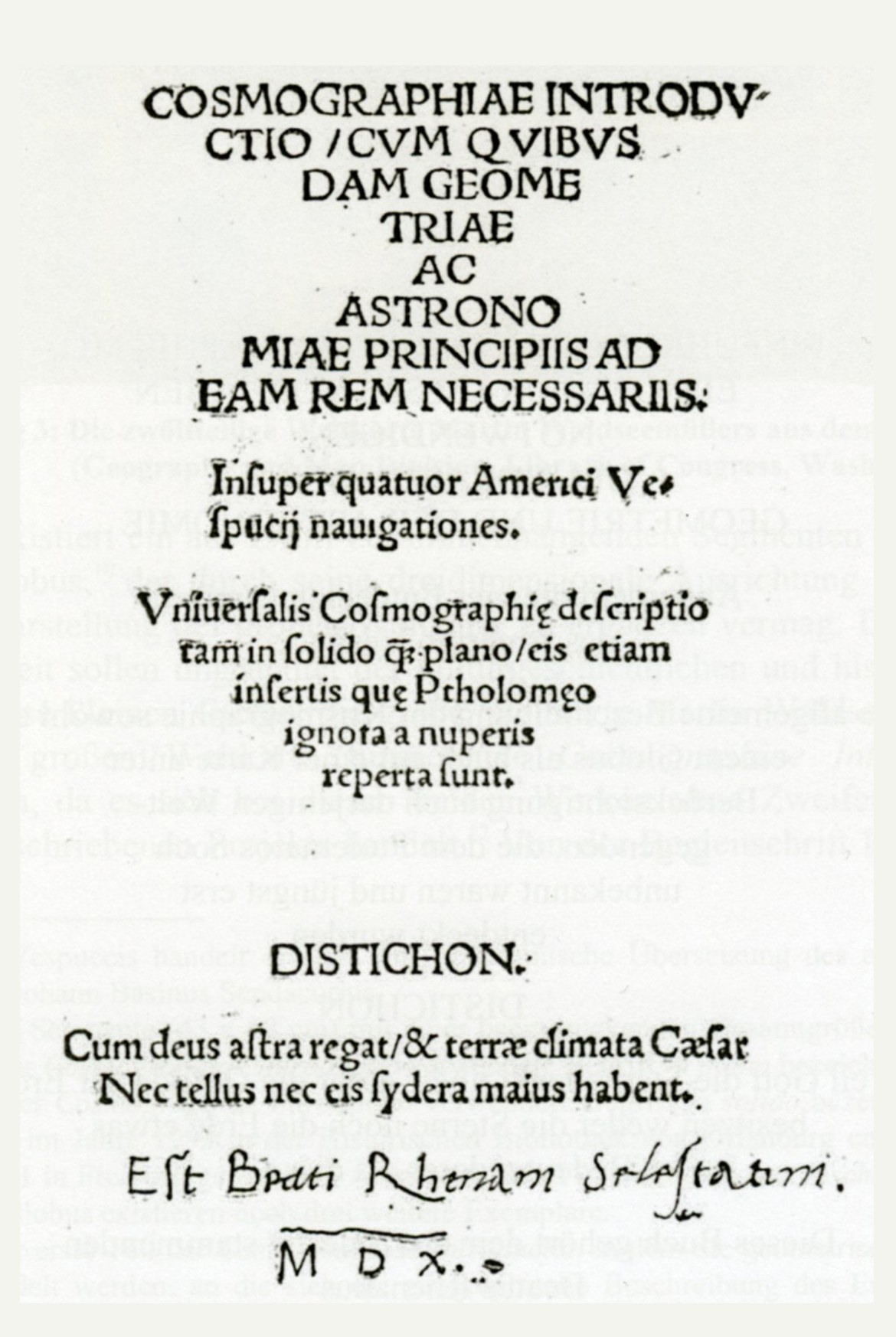
Titelseite der Cosmographiae Introductio

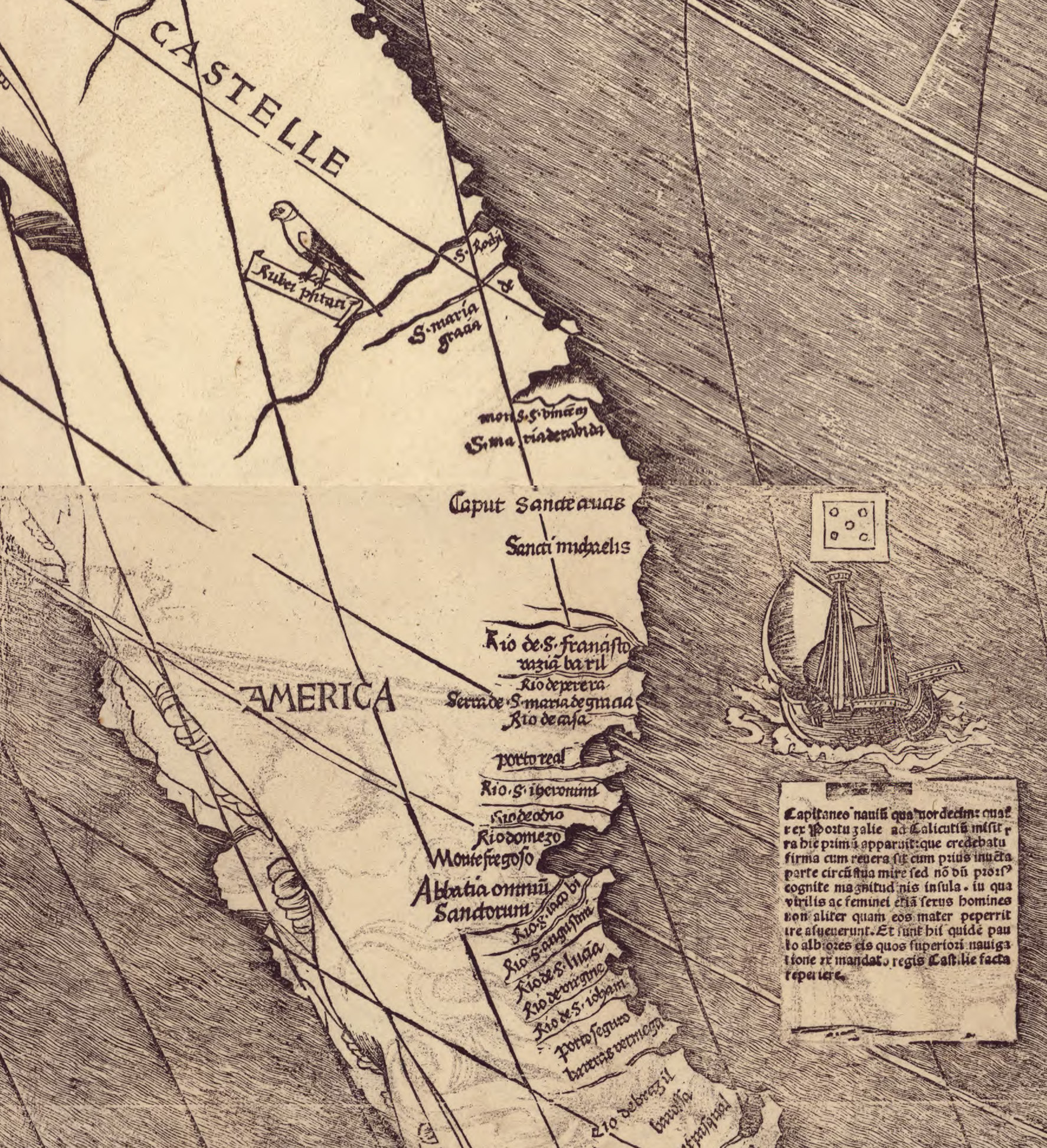
Detail der Weltkarte, auf der sich die Bezeichnung „America“ zum ersten Mal findet

### Naturwissenschaften

#### Geowissenschaften

##### Geographie / Entdeckungen
- Nach mehr als sechsjähriger Reise durch Asien tritt Ludovico de Varthema am 6. Dezember an Bord eines portugiesischen Schiffes von Cannanore in Portugiesisch-Indien aus seine Heimreise nach Europa an, die ihn um das Kap der Guten Hoffnung führt. Den Reisebericht über seine Reise (Itinerario) wird er 1510 zum ersten Mal in italienischer Sprache veröffentlichen.

##### Kartografie
- Der Kartograph, Astronom, Buchillustrator und Maler Johannes Ruysch veröffentlicht seine Weltkarte. Es ist die zweitälteste Darstellung der Neuen Welt in gedruckter Form. Die Ruysch’sche Weltkarte wird ab 1507 einer Ausgabe der Geographia des Ptolemäus beigefügt; dieses Werk war im spätmittelalterlichen Europa wiederentdeckt worden und wird seitdem in gedruckter Form verbreitet.[1]
- Der deutsche Kartograph Martin Waldseemüller erstellt mit Hilfe seines Partners Matthias Ringmann eine Weltkarte. Sie ist zusammen mit einem Erdglobus und einer Beischrift als dreiteiliges Projekt anzusehen, dem Waldseemüller den lateinischen Namen Universalis cosmographia secundum Ptholomaei traditionem et Americi Vespucii aliorumque lustrationes (Die vollständige Kosmografie nach der Überlieferung des Ptolemäus und nach Amerigo Vespucci sowie nach anderen Abbildungen) gibt. Auf Vorschlag Ringmanns benennen die beiden Gelehrten die neu entdeckten Länder im Westen nach dem Vornamen des Amerigo Vespucci, womit zum ersten Mal der Name America für den Kontinent auf einer Karte erscheint.
- Bei der Beischrift handelt es sich um die am 25. April von Martin Waldseemüller veröffentlichte Cosmographiae Introductio („Einführung in die Universalkosmographie“), die wahrscheinlich von Matthias Ringmann verfasst wurde.

### Geisteswissenschaften

#### Geschichtswissenschaften
- Die Annalen des Tacitus werden im Kloster Corvey wiederentdeckt. Darin finden sich unter anderem Abschnitte über die Varusschlacht und den Cherusker Arminius.

## Geboren

### Geburtsdatum gesichert
- 25. Januar: Johannes Oporinus, Schweizer Humanist, Buchdrucker, Verleger, Sekretär und Lehrer († 1568)

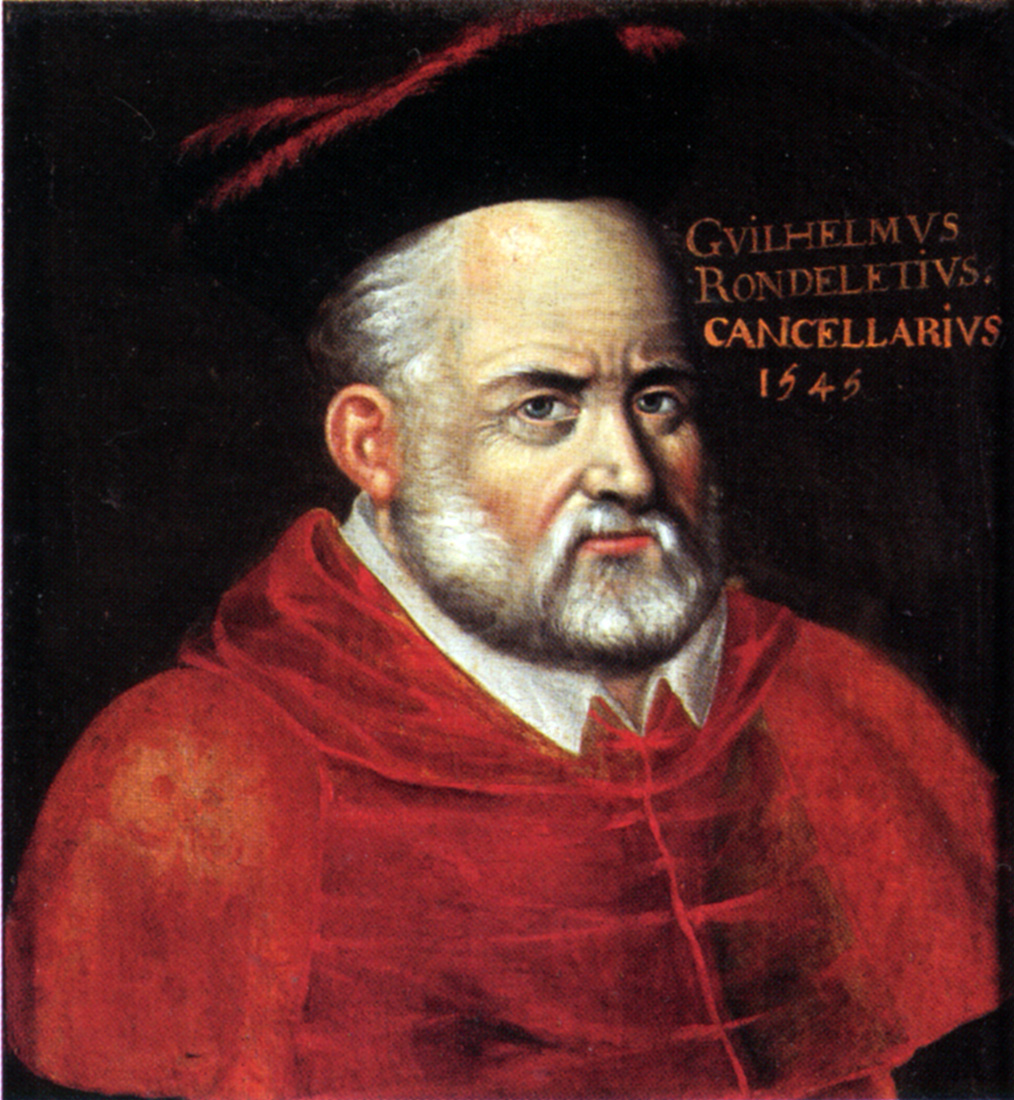
Guillaume Rondelet; * 27. September

- 27. September: Guillaume Rondelet, französischer Arzt und Naturforscher († 1566)[2]
- 01. Oktober: Johannes Sturm, deutscher Humanist, Philologe, Pädagoge und Schulreformer († 1589)

### Genaues Geburtsdatum unbekannt
- Giovanni Pietro Albuzio, italienischer Mediziner und Hochschullehrer († 1583)

- Manase Dōsan, japanischer Arzt († 1594)

- Jacopo Strada, italienischer Gelehrter, Maler, Architekt, Goldschmied, Numismatiker, Schriftsteller und Kunstsammler († 1588)

## Gestorben

### Todesdatum gesichert

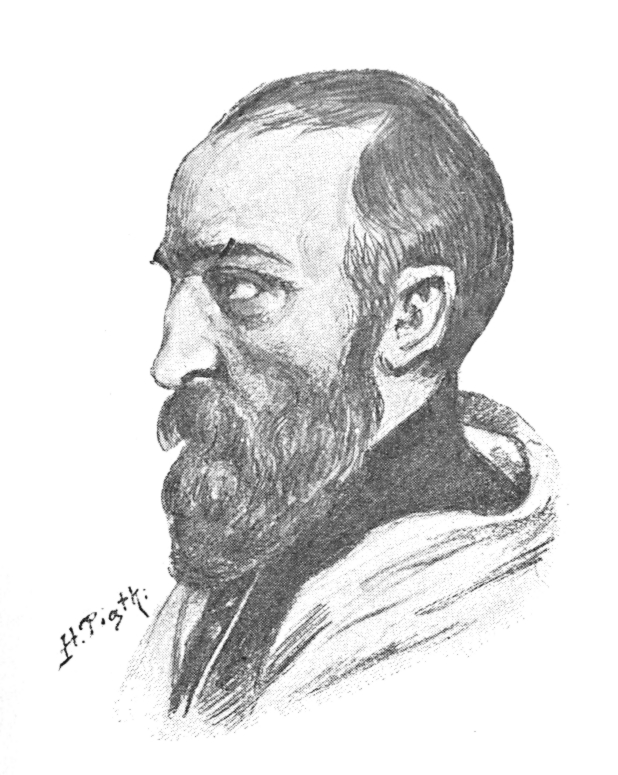
Johann von Glogau; † 11. Februar

- 11. Februar: Johann von Glogau, polnischer Philosoph und Mathematiker (* um 1445)

- 29. Juli: Martin Behaim, deutscher Tuchhändler und Kosmograph (* 1459)

### Genaues Todesdatum unbekannt
- vor dem 17. Juni: Valentin Ostertag, deutscher Jurist (* um 1450)

- Giovanni Matteo Contarini, venezianischer Kartograph

- Hans Jakob von Ettlingen, hessischer Hofbaumeister (* um 1440)